# الکامینو آنگوستو (تگزاس)
الکامینو آنگوستو (به انگلیسی: El Camino Angosto) یک منطقهٔ مسکونی در ایالات متحده آمریکا است که در شهرستان کمرون، تگزاس واقع شده‌است. الکامینو آنگوستو ۰٫۸۴ کیلومتر مربع مساحت و ۲۵۳ نفر جمعیت دارد و ۱۱ متر بالاتر از سطح دریا واقع شده‌است.